# استان اودون تانی

نقشهٔ تایلند و جایگاه استان اودون تانی.

استان اودون تانی یکی از استانهای کشور تایلند است. مساحت آن ۱۱۷۳۰ کیلومترمربع می‌باشد. جمعیت این استان در سال ۲۰۰۰ بالغ بر ۱۴۶۷۰۰۰ نفر برآورد شده‌است.
استان اودون تانی از نظر تقسیمات کشوری بخشی از ناحیه شمال خاوری تایلند به حساب می‌آید. مرکز این استان شهر اودون تانی است.

## نگارخانه

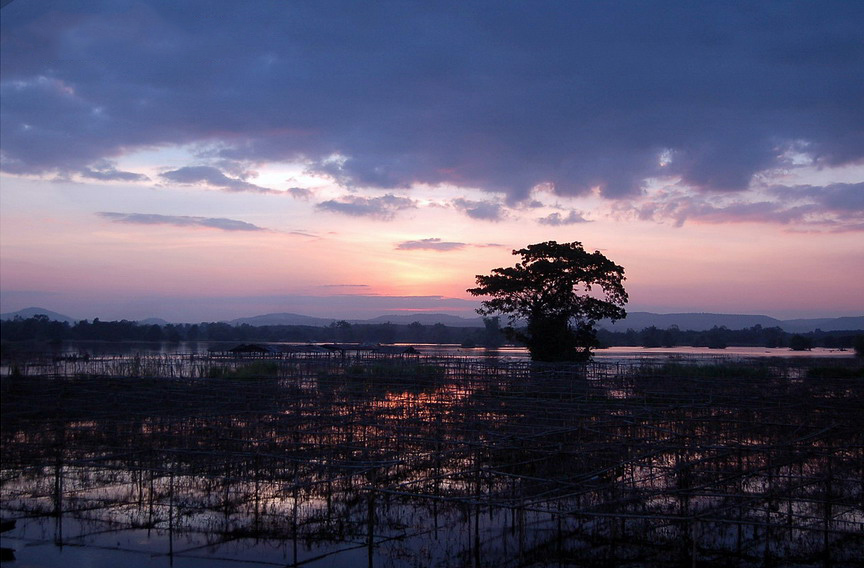